# 銀影基利波蛇式雙管突擊步槍
銀影基利波「蛇」雙管步槍（英語：Gilboa Snake DBR）是一款由以色列銀影先進安全系統有限公司所研發和生产的雙管突击步枪，發射5.56×45毫米北約口徑步枪子彈。

## 歷史
1995年，數名退役的以色列国防军士兵和警察聯手組建了銀影先進安全系統有限公司（Silver Shadow）。該公司的業務類型廣泛，從國防與保安培訓服務到新技術與新產品開發、生產和銷售均有包括，其中也包括了其槍械品牌。
2011年，銀影公司以其AR系列武器“基利波”（Gilboa）突擊手槍步槍（Assault Pistol Rifle，APR）為基礎，研製出基利波「蛇」，並於2012年歐洲國際防務展上以一種「新概念武器」之姿展出。

## 概述
基利波「蛇」是以銀影公司生產的M16／M4槍族之一的基利波突擊手槍步槍（Gilboa APR）為基礎上改進而成的，其採用銀影公司研製的新型擴寬版上機匣和改進了的M16／M4下機匣，使之能容納兩套槍機；並在前面採用並列式雙槍管和雙自動結構，分別完成各自的發射循環。為了容納兩根槍管，該槍採用了更寬的上機匣和下機匣，上下機匣均由航空型鋁合金製成，發射機構採用開放式槍栓，兩支槍管之間相距30毫米；“基利波”的供彈機構為兩個可拆卸的並聯式30發STANAG彈匣，分別對應相應的槍管各自供彈。由於槍管較短，加上採用了大量鋁合金等輕金屬，因此儘管有兩根槍管和自動機構，但空槍質量只有4.27公斤，對於單兵攜帶和使用沒有任何不便。
雖然改為雙管，但該槍的發射機構和扳機仍然是單一的常規尺寸，特別是只需一套扳機發射機構即可。該槍每扣動一次扳機以後，會同時釋放兩個槍機並射出兩發子彈，分別完成推彈上膛和擊發動作，左右兩根槍管僅有一秒鐘的發射間隔。對每根槍管來說都是獨立的氣動式自動原理，其獨特設計可以確保槍機運動時的可靠性並有效控制後座力。基利波「蛇」的另一項技術進步是採用了獨特的射擊控制裝置，從而既可以選擇在槍械無需延期循環和後座的情況以下向一個目標同時發射兩顆子彈以增強打擊效果以快速應對多個目標，也可以選擇兩根槍管交替射擊以提供更持續的壓制火力。為了減低因而雙倍的後座力，除了採用獨立的氣動式自動原理，基利波「蛇」的兩根槍管口部各裝上了一個制退器，該槍口裝置在其他相同口徑的基利波系列中並沒有使用。
另外，銀影公司放棄了傳統型M16／M4的直接導氣式AR系列步槍系統，基利波「蛇」使用該公司已獲得专利的短活塞行程式導氣系統所使用的活塞系統，與APR一樣把復進裝置轉移到機匣頂部的槍機上方，這樣不但無需因槍托內部安裝復進裝置而於機匣後方伸出一根槍托尾管，亦使得基利波「蛇」更易於在惡劣環境以下清潔和冷卻。但其實目前仍然未知基利波「蛇」以基利波APR作為平台改進而成，是因為看中了宣傳資料中所說明的活塞傳動系統的可靠性，還是為了避免並列安裝兩個槍托尾管。
除了相當於M4卡賓槍的短槍管外，“基利波”還可以配用更長的槍管，此時其射程接近M16突擊步槍。另外，該槍的機械瞄具（準星和照門）均藉由MIL-STD-1913戰術導軌來安裝，為可折疊式設計。該槍裝有四條皮卡汀尼導軌，頂部最長的一條整體式戰術導軌除了安裝機械瞄具，還可安裝日間／夜間光学瞄准镜、紅點鏡／反射式瞄準鏡、全息瞄準鏡、棱鏡式瞄準鏡、夜視鏡和／或熱成像儀。頂部戰術導軌長度可以使用串連式安裝光學瞄準具，前後串連式安裝配置模式可以擴大瞄準具附件的加裝應用模式；而前護木兩側及底部三條則以便安裝對應導軌的戰術燈、雷射瞄準器（LAM，例如AN/PEQ-16A）、前握把、兩腳架、40毫米榴彈發射器。
雖然基利波「蛇」裝有兩套槍機，但藉由圖片可以判斷其只有一套導氣裝置，推斷兩根槍管的導氣孔是通向同一個導氣室。這目前未知是藉由改進基利波APR的活塞組件使之能適應雙倍的導氣量，還是藉由縮小每根槍管上的導氣孔以減少從每根槍管上所洩出的導氣量。但在如果使用時，其中一側的動作機構發生卡殼等故障時，另一側的機構動作則不能可靠地完成自動循環，因此該槍的可靠性仍有隱憂。
按照生產商的介紹，該雙管步槍的研製目的主要用於室內近戰，扣動一次扳機即可發射兩發子彈，使得該槍在近距離內有較高的命中概率和火力強度。由於該槍採用了兩根槍管都配套完全獨立的自動機構，相互之間不產生影響，因此該槍的安全性相對的優於兩根槍管配用一個套筒的AF2011A1雙管手槍，這也是因為突擊步槍尺寸大於自動手槍，更有利於兩套自動機構的設計布局。儘管如此，雙管步槍依然使用不便，難以被接受。
另外，基利波“蛇”拆卸槍托以後可作為美國法律意義上的“手槍”。但其實這當中仍然有一個問題，即仍按照美國法律，扣一次扳機射出兩發或以上的子彈的武器都會被當作“機槍”。理論上基利波“蛇”難以在民間市場銷售。
雖然雙管式單兵自動武器與生俱來的結構複雜、成本較高等缺點仍然未在基利波“蛇”上得以完全克服，但至少已經在重量、後座力和人機功效等方面沒有明顯的可詬病之處。

## 使用者
- 坦桑尼亚
  - 坦尚尼亞人民國防軍特種部隊

## 流行文化

### 电子游戏
- 2007年—：最早於韓國版2014年11月6日時推出。為「Gilboa Carbine」的升級版，命名為「Gilboa Viper」。槍身印有毒蛇紋身，使用黑色手槍握把和槍托底板、以兩個30發彈匣（共60發）供彈、並配備一對預設可用的雷射瞄準器和不可使用的小型紅點鏡，次要發射鍵時可切換為兩發點發，奇怪地在每次射擊以後防塵蓋都會自動閉上。港台地區於2014年11月18日推出，命名為「Gilboa毒蛇」；中国大陆地區於2014年11月19日推出，命名為「蝰蛇勇士EX」；泰國版及土耳其版因結束營運的關係而不會在這兩個版本開放使用。

## 資料來源
1. 1 2 3 4 5 6  .   [2015-02-06]. （原始内容存档于2023-04-18）.

## 外部連結
- （英文）—Gilboa Official Website （页面存档备份，存于）
- （英文）—Snake （页面存档备份，存于）
- （英文）—Modern Firearms－Gilboa Snake automatic / assault rifle with double barrels （页面存档备份，存于）
- （英文）—The Firearm Blog.com—
  - Silver Shadow Gilboa Snake Double Barreled AR-15 from Israel （页面存档备份，存于）
  - Gilboa Snake Double Barrel AR Photos （页面存档备份，存于）
- （英文）—The Truth About Guns.com—
  - New From Silver Shadow: Gilboa Snake Double-Barreled AR-15 （页面存档备份，存于）
  - Gilboa's Double-Barreled AR-15, The "Snake," Makes its American Debut （页面存档备份，存于）
  - How It Works: The Gilboa Snake Side-By-Side AR （页面存档备份，存于）
- （英文）—Guns.com－Details Emerge About Silver Shadow's Gilboa Snake: the Double-Barreled AR Rifle （页面存档备份，存于）
- （英文）—Guns & Ammo.com－First Look: Gilboa Snake Double Barrel AR-15 （页面存档备份，存于）
- （英文）—Tactical Life.com—Gilboa Snake （页面存档备份，存于）
- （简体中文）—D Boy Gun World（槍炮世界）—Gilboa系列AR—Gilboa Sanke双管步枪 （页面存档备份，存于）